# Clásico RCN 2013
Le Clásico RCN-Claro 2013 ou Duelo de Titanes est la cinquante-troisième édition du Clásico RCN. Elle se dispute du 27 septembre au 6 octobre 2013, en Colombie.
La course mène les coureurs de Florencia (département de Caquetá) au port de Buenaventura (département de Valle del Cauca).
Seize équipes disputent la compétition pour un total de 151 coureurs.
Le vainqueur de l'épreuve est Camilo Gómez.

## Présentation

### Parcours
Pour la première fois, le Clásico RCN rend visite au département de Caquetá, d'où s'élance la course. La compétition emprunte des parcours rarement usités le reste de l'année, par les différentes épreuves du calendrier colombien. Ainsi le Clásico RCN revient lors de l'étape Caldas - Anserma sur un parcours non fréquenté depuis l'édition 1986, où Bernard Hinault avait subi la loi de Luis Herrera. Malgré deux arrivées en côte, les étapes montagneuses semblent moins escarpées, avec l'absence de cols mythiques comme l'alto de La Línea ou l'alto de Minas. Le vainqueur 2010, Félix Cárdenas y voit, d'ailleurs, un parcours favorisant plus les rouleurs-puncheurs que les grimpeurs purs. Les bonifications, distribuées aux arrivées d'étape, pourraient dès lors jouer un rôle important. Le Clásico RCN-Claro 2013 se termine par un contre-la-montre d'une vingtaine de kilomètres dans le port de Buenaventura, ville départ de l’édition 2006.

### Équipes participantes
Seize équipes disputent la course.
| Équipe                                                                     | Principaux engagés                                                                            |
| EPM-UNE                                                                    | Óscar Sevilla, Giovanni Báez, Edward Beltrán, Jaime Castañeda, Stíver Ortiz, Walter Pedraza   |
| Aguardiente Antioqueño - Lotería de Medellín - IDEA                        | Alex Cano, Óscar Álvarez, Mauricio Ortega, Alejandro Ramírez, Juan Diego Ramírez, Jairo Salas |
| GW Chaoyang - Envía - Gatorade                                             | Óscar Sánchez, Carlos Osorio, Diego Quintero                                                  |
| Movistar Team America                                                      | Freddy Montaña, Byron Guamá, Óscar Soliz                                                      |
| Aguardiente Néctar                                                         | Sebastián Caro, Álvaro Gómez                                                                  |
| Fuerzas Armadas - Ejército Nacional                                        | Willinton Bustamante, Cristian Talero                                                         |
| EBSA - Indeportes Boyacá                                                   | Jahir Pérez, Luis Alfredo Martínez                                                            |
| Coldeportes - Claro - Supérate Intercolegiados                             | Camilo Gómez, Julián Atehortúa, Juan Pablo Forero, John Martínez                              |
| Elegant House - Alcaldía de Úmbita - Hotel Villa Alegría                   | Hernando Bohórquez, Omar Puentes, Daniel Rozo                                                 |
| Formesan - Bogotá Humana - ETB                                             | Félix Cárdenas, Fabio Montenegro, Iván Parra, Rodolfo Torres, Juan David Vargas               |
| Coltejer - Alcaldía de Manizales                                           | Javier González, Diego Calderón, Danny Osorio                                                 |
| Indeportes Tolima - Formar ED - Carnaval del Pollo - Toli envíos           | Jhon Fredy Guzmán                                                                             |
| Lotería de Boyacá se atreve - Alcaldía de Tota - Indeportes Boyacá         | Cristian Vargas                                                                               |
| Más en Cristo - IMRD Chía - Leche La Gran Vía                              | Juan Pablo Wilches                                                                            |
| Ciclo Ases - Ciclo Cross                                                   | Aldo Valero                                                                                   |
| Supergiros - Blanco del Valle - Redetrans - InderValle - Lotería del Valle | Flober Peña, Jorge Humberto Martínez, Jonathan Paredes                                        |

### Favoris
L'équipe Aguardiente Antioqueño - Lotería de Medellín - IDEA arrive au départ avec la volonté de remporter la course. Alex Cano en est le leader, il s'appuie sur trois hommes expérimentés Mauricio Ortega, Alejandro Ramírez et Juan Diego Ramírez. Tandis que la formation Coldeportes - Claro se présente sans ses deux leaders Luis Felipe Laverde et Julián Rodas. Elle se concentrera sur le gain d'étapes et compte sur Camilo Gómez pour disputer le classement général. EBSA - Indeportes Boyacá, l'équipe de Rafael Antonio Niño, bien que fatiguée par la Vuelta a Boyacá, remportée par leur leader Jahir Pérez, cherchera à bien figurer au classement général par l'intermédiaire de ce dernier. Félix Cárdenas, vainqueur d'une étape de la Vuelta a Boyacá, retrouve la forme et tentera de disputer le titre (ou tout au moins de gagner des étapes). Le leader de la formation Formesan - Bogotá Humana - ETB s'appuie sur des coureurs qui ont dominé la Clásica de Facatativá ou bien figuré dans le département de Boyacá, Iván Parra restant une option pour le titre. Freddy Montaña, chef de file de l'équipe Movistar Team America, vainqueur du contre-la-montre de la Vuelta a Boyacá, réunit les suffrages de ses rivaux pour la victoire finale,. Mais le favori incontestable est Óscar Sevilla, vainqueur sortant. Ayant gagné quasiment toutes les courses auxquelles il a participé en 2013, comme le Tour de Colombie et dernièrement le Tour de Rio, il peut s'appuyer sur deux hommes forts que sont Giovanni Báez, et le dernier champion de Colombie Walter Pedraza.

## Récit de la course

### 27, 28 et 29 septembre: les trois premières étapes
Jorge Humberto Martínez remporte la première étape et s'empare du maillot de leader. Il mène à bien une échappée de six coureurs, disposant de son dernier contradicteur, Danny Osorio, dans les derniers hectomètres. Osorio, instigateur de la fugue, en s’échappant seul dans le premier col de première catégorie de l'épreuve, se console avec la tunique du meilleur grimpeur. Les principaux favoris arrivent dans un groupe d'une cinquantaine d'unités, 1 min 25 s plus tard.
Même scénario le lendemain, Jaime Castañeda mène à bien une échappée de dix-sept coureurs, constituée à mi-course. Il dispose au sprint de Julián Atehortúa et de ses compagnons de fugue, une cinquantaine de secondes devant le peloton. Aucun changement n'est à constater dans les différents classements individuels, si ce n'est l'abandon d'un prétendant au podium final, Iván Parra, éliminé sur chute.
La troisième étape se termine par un sprint massif. Jairo Salas remporte sa seconde victoire dans cette épreuve, en prenant le meilleur sur Juan Pablo Forero et le peloton groupé. La formation Coltejer - Alcaldía de Manizales garde la tête du classement par équipes, pour le deuxième jour consécutif tandis que Carlos Osorio subtilise celle du trophée des moins de 23 ans. Les autres classements ne subissent aucune modification.

### 30 septembre: quatrième étape
Les concurrents affrontent la première étape de montagne (même si le col de hors catégorie et l'autre de première sont situés à une soixantaine de kilomètres de l'arrivée). L'Équatorien Byron Guamá l'emporte tandis que Luis Alfredo Martínez se vêt du maillot de leader de la course.
Dès le départ, douze coureurs faussent compagnie au reste du peloton. Au fil des ascensions et du rythme élevé imprimé par les meilleurs, seuls subsistent trois échappés, au sommet du puerto de Mondoñedo, col de hors-catégorie. Dans cette ascension, le groupe des favoris réduit l'écart avec les hommes de tête, ce qui motive une attaque de Giovanni Báez. De nombreux coureurs réagissent et avec le soutien de Walter Pedraza et de Stíver Ortiz, en moins de dix kilomètres, le petit groupe prend deux minutes d'avance. Malgré la réaction des Aguardiente Antioqueño, bien seuls au moment de travailler à combler l'écart, Báez réussit la bonne opération de la journée, le peloton des favoris arrivant avec un retard de 2 min 46 s. Guamá s'impose au sprint en disposant de ses compagnons d'échappée. Luis Martínez, présent dans celle-ci, dépossède Jorge Humberto Martínez de la tête du classement général. Ortiz passant en tête trois des quatre cols de la journée, en profite pour s'emparer de la tête du classement de la montagne. Tandis qu'Omar Puentes en fait de même dans la catégorie Espoir. Deux favoris, Félix Cárdenas et Freddy Montaña sont évincés de la course au titre sur chutes.

### 1eroctobre: cinquième étape
Le lendemain, Montaña ne prend pas le départ et Cárdenas abandonne en cours d'étape, souffrant de l'épaule. Luis Alfredo Martínez, leader la veille, ne fait pas partie des trente-trois coureurs qui arrivent dans le même temps qu'Óscar Álvarez et perd sa place au profit de Pedraza.
Dès le premier col de la journée, les coureurs de l'équipe EPM-UNE entreprennent de disloquer le peloton. Luis Alfredo Martínez souffre dès les premières rampes de l'alto del Trigo (col de première catégorie). Lui et son dauphin, Byron Guamá, arriveront, avec une quarantaine d'autres coureurs, sept minutes après le sprint victorieux d'Álvarez. Les hommes de Raúl Mesa ne sont pas les seuls bénéficiaires de la journée, puisque les Coldeportes - Claro placent deux hommes sur le podium provisoire, Camilo Gómez et John Martínez, à seulement trois secondes de Pedraza. Par ailleurs, chez les moins de 23 ans, Puentes est dépossédé de son maillot de leader par son coéquipier Daniel Rozo. Tandis que Fabio Montenegro devient le meilleur grimpeur de l'épreuve et Cristian Talero, le leader des étapes volantes.

### 2 octobre: sixième étape
Álvaro Gómez s'impose et remporte la plus grande victoire de sa carrière, alors que Camilo Gómez s'empare de la tête des classements général et de la régularité.
Une fugue de douze coureurs, où les GW Chaoyang imposent leur rythme, anime le début de la course. Stíver Ortiz, présent dans cette échappée, passe en tête les trois premiers cols de la journée. Mais tout se joue dans la dernière ascension, longue de quatre kilomètres et classée en première catégorie, qui mène au terme de l'étape. Dès le début de l'ultime montée, les Aguardiente Antioqueño impriment le rythme pour leur chef de file Alex Cano, puis c'est au tour des GW Chaoyang de prendre le relais. Au plus fort de la pente, Álvaro Gómez produit son effort et s'enfuit mais à la différence de tant d'autres fois, il réussit à s'imposer. Derrière lui, Cano et Óscar Sevilla se livrent un duel tendu, ce dont Camilo Gómez profite pour finir à onze secondes du vainqueur et devenir le leader de la course. Walter Pedraza perd plus d'une minute et son statut, tandis qu'Omar Puentes et Ortiz récupèrent leurs maillots distinctifs respectifs, perdus la veille. Les GW Chaoyang prennent la tête du classement par équipes, détenu depuis deux jours par les EBSA - Indeportes Boyacá.

### 3 octobre: septième étape
Jahir Pérez, le leader de la formation dirigée par Rafael Antonio Niño, s'adjuge l'étape alors que Camilo Gómez conforte sa place, en terminant deuxième.
À la différence des jours précédents, l'étape-reine de la compétition ne permet à aucune des échappées de creuser un écart significatif. Cristian Talero réussit, pourtant, à consolider sa première place dans le classement des sprints bonifications, en prenant part à l'une d'entre elles. Tandis que, malgré une chute avant l'ultime ascension (classée en hors-catégorie), Pérez fait partie de l'échappée royale de huit coureurs qui ouvre la voie. Il exploite la descente, devenue dangereuse en raison de fortes pluies, pour s'enfuir et arriver en solitaire à Anserma. Gómez lui résiste aux attaques de ses plus dangereux adversaires que sont Cano et Sevilla, dans la montée. Constatant l'absence de marquage de ses rivaux, il accélère dans les derniers hectomètres pour grappiller les quelques secondes de bonifications, promis au deuxième de l'étape. Fabio Montenegro, pourtant dans la bonne échappée, perd sa place sur le podium provisoire, en gaspillant du temps dans la descente. Cependant, il rentabilise la journée, en reprenant la tête du trophée des meilleurs grimpeurs, grâce à ses deuxièmes places au passage des deux derniers cols du jour. Daniel Rozo, lui, en profite pour rétablir son emprise sur la catégorie Espoir et la formation Formesan - Bogotá Humana - ETB, grâce à trois de ses coureurs dans les douze premiers à l'arrivée de l'étape, se hisse au sommet du classement par équipes. Pour la première fois depuis le départ, Cano et Sevilla, grands favoris de la compétition, intègrent le Top 10 du classement général.

### 4 octobre: huitième étape
Edward Beltrán s'impose en solitaire à l'issue de l'ascension finale (classée en hors catégorie). Camilo Gómez défend, avec succès, son maillot de leader.
Trente-six coureurs prennent le large, très rapidement. Leur avance atteint six minutes et Juan David Vargas devient un temps leader virtuel. Le rythme soutenu du peloton, à l'approche de la montée terminale, réduit l'écart mais ils leur restent, encore, un avantage de quatre minutes, au pied de celle-ci. Les derniers rescapés de la fugue peuvent se disputer la victoire entre eux. C'est Beltrán qui l'obtient en s'isolant, vingt-quatre secondes devant Diego Quintero. Cinq autres survivants de l'échappée s’intercalent entre Quintero et les prétendants à la victoire finale dans ce Clásico RCN. Ceux-ci arrivent près de deux minutes trente plus tard, dans un petit groupe, égrainé par le sprint d'arrivée. Álvaro Gómez précède Cano et Sevilla qui reprennent cinq et quatre secondes à Camilo Gómez. Ce dernier ayant résisté aux nombreuses attaques de ses adversaires dans l'ultime ascension. Diego Calderón est éjecté du podium, pour n'avoir pu les suivre. Il redescend à la quatrième place provisoire. Dans les interviews d'après-course, Óscar Sevilla, fait part de sa résignation et prédit la victoire finale de Camilo Gómez.

### 5 octobre: neuvième étape
Cristian Talero remporte l'ultime étape en ligne de l'épreuve. Camilo Gómez conserve, pour le quatrième jour consécutif, sa place au sommet du classement général.
À la différence des journées précédentes, la formation Coldeportes - Claro, leader du classement par équipes depuis la veille, ne réagit pas lors de l'attaque de Cano, Sevilla et Calderón. Ceux-ci profitent de l'ultime col de la compétition, situé à mi-course et de première catégorie, pour s'échapper. Leur gain culmine à 2 min 30 s et Diego Calderón se retrouve virtuellement maillot jaune de la course. Mais dans la longue descente qui mène au port de Buenaventura, les hommes de Carlos Mario Jaramillo comblent peu à peu l'écart et rejoignent les fuyards, soixante-six kilomètres plus loin. L'étape se joue entre Cristian Talero et le champion panaméricain 2013, Jonathan Paredes, qui avaient intégré une échappée de onze coureurs. Paredes perd le duel. Les rivaux pour le titre arrivent avec un retard dépassant la minute. Talero et Fabio Montenegro sont définitivement hors de portée de leurs rivaux dans les classements annexes qu'ils dominent. Jhon Martínez, coéquipier de Gómez, victime d'une chute, sort du top 10, en perdant vingt minutes.

### 6 octobre: dixième étape
Óscar Sevilla remporte le contre-la-montre de clôture et grimpe sur la dernière marche du podium. Camilo Gómez, sixième de l'étape, n'est pas inquiété et s'adjuge le 53e Clácico RCN.
À l'issue de cet effort solitaire, aucun coureur réussit à s'immiscer dans les dix premiers. Cependant quelques changements sont à constater. Sevilla et Alex Cano, premier et deuxième de l'étape, grimpent de trois places pour terminer respectivement troisième et quatrième. Les principales victimes de cette progression sont les coureurs de la formation Coltejer - Alcaldía de Manizales, Diego Calderón et Danny Osorio. De nombreuses fois sur le podium, jusqu'au dernier matin même, aucun des deux ne réussit à y accéder. Óscar Soliz complète le tiercé gagnant en gardant sa deuxième place.

## Les étapes
| Étape     | Date         | Villes étapes               | km       | Vainqueur d'étape       | Leader du classement général |
| 1re étape | 27 septembre | Florencia - Garzón          | 120,8    | Jorge Humberto Martínez | Jorge Humberto Martínez      |
| 2e étape  | 28 septembre | Garzón - Neiva              | 120,3    | Jaime Castañeda         | Jorge Humberto Martínez      |
| 3e étape  | 29 septembre | Neiva - Girardot            | 178      | Jairo Salas             | Jorge Humberto Martínez      |
| 4e étape  | 30 septembre | Girardot - Zipaquirá        | 171,4    | Byron Guamá             | Luis Alfredo Martínez        |
| 5e étape  | 1er octobre  | Chía - La Dorada            | 198,1    | Óscar Álvarez           | Walter Pedraza               |
| 6e étape  | 2 octobre    | Doradal - Bello             | 176      | Álvaro Gómez            | Camilo Gómez                 |
| 7e étape  | 3 octobre    | Caldas - Anserma            | 160,4    | Jahir Pérez             | Camilo Gómez                 |
| 8e étape  | 4 octobre    | Cartago - Cali              | 210,1    | Edward Beltrán          | Camilo Gómez                 |
| 9e étape  | 5 octobre    | Yumbo - Buenaventura        | 174,2    | Cristian Talero         | Camilo Gómez                 |
| 10e étape | 6 octobre    | Buenaventura - Buenaventura | 18 (CLM) | Óscar Sevilla           | Camilo Gómez                 |

## Classement général
116 coureurs terminent l'épreuve.
| #   | Coureur           | Équipe                                              |    | Temps            |
| --- | ----------------- | --------------------------------------------------- | -- | ---------------- |
| 1.  | Camilo Gómez      | Coldeportes - Claro - Supérate Intercolegiados      | en | 36 h 44 min 22 s |
| 2.  | Óscar Soliz       | Movistar Team America                               | +  | 2 min 7 s        |
| 3.  | Óscar Sevilla     | EPM-UNE                                             |    | 2 min 21 s       |
| 4.  | Alex Cano         | Aguardiente Antioqueño - Lotería de Medellín - IDEA |    | 2 min 44 s       |
| 5.  | Danny Osorio      | Coltejer - Alcaldía de Manizales                    |    | 2 min 47 s       |
| 6.  | Diego Calderón    | Coltejer - Alcaldía de Manizales                    |    | 3 min 33 s       |
| 7.  | Jahir Pérez       | EBSA - Indeportes Boyacá                            |    | 3 min 47 s       |
| 8.  | Rodolfo Torres    | Formesan - Bogotá Humana - ETB                      |    | 4 min 31 s       |
| 9.  | Juan David Vargas | Formesan - Bogotá Humana - ETB                      |    | 5 min 16 s       |
| 10. | Diego Quintero    | GW Chaoyang - Envía - Gatorade                      |    | 6 min 19 s       |

## Évolution des classements
| Étapes             | Vainqueur               | Classement général      | Classement des moins de 23 ans | Classement de la montagne | Classement de la régularité | Classement des étapes volantes | Classement par équipes                         |
| ------------------ | ----------------------- | ----------------------- | ------------------------------ | ------------------------- | --------------------------- | ------------------------------ | ---------------------------------------------- |
| 1re étape          | Jorge Humberto Martínez | Jorge Humberto Martínez | Cristian Vargas                | Danny Osorio              | Jorge Humberto Martínez     | Luis Alfredo Martínez          | EBSA - Indeportes Boyacá                       |
| 2e étape           | Jaime Castañeda         | Jorge Humberto Martínez | Cristian Vargas                | Danny Osorio              | Jorge Humberto Martínez     | Luis Alfredo Martínez          | Coltejer - Alcaldía de Manizales               |
| 3e étape           | Jairo Salas             | Jorge Humberto Martínez | Carlos Osorio                  | Danny Osorio              | Jaime Castañeda             | Luis Alfredo Martínez          | Coltejer - Alcaldía de Manizales               |
| 4e étape           | Byron Guamá             | Luis Alfredo Martínez   | Omar Puentes                   | Stiber Ortiz              | Jaime Castañeda             | Luis Alfredo Martínez          | EBSA - Indeportes Boyacá                       |
| 5e étape           | Óscar Álvarez           | Walter Pedraza          | Daniel Rozo                    | Fabio Montenegro          | Jaime Castañeda             | Cristian Talero                | EBSA - Indeportes Boyacá                       |
| 6e étape           | Álvaro Gómez            | Camilo Gómez            | Omar Puentes                   | Stiber Ortiz              | Camilo Gómez                | Cristian Talero                | GW Chaoyang - Envía - Gatorade                 |
| 7e étape           | Jahir Pérez             | Camilo Gómez            | Daniel Rozo                    | Fabio Montenegro          | Camilo Gómez                | Cristian Talero                | Formesan - Bogotá Humana - ETB                 |
| 8e étape           | Edward Beltrán          | Camilo Gómez            | Daniel Rozo                    | Fabio Montenegro          | Camilo Gómez                | Cristian Talero                | Coldeportes - Claro - Supérate Intercolegiados |
| 9e étape           | Cristian Talero         | Camilo Gómez            | Daniel Rozo                    | Fabio Montenegro          | Camilo Gómez                | Cristian Talero                | Coldeportes - Claro - Supérate Intercolegiados |
| 10e étape          | Óscar Sevilla           | Camilo Gómez            | Daniel Rozo                    | Fabio Montenegro          | Óscar Sevilla               | Cristian Talero                | EPM-UNE                                        |
| Classements finals | Classements finals      | Camilo Gómez            | Daniel Rozo                    | Fabio Montenegro          | Óscar Sevilla               | Cristian Talero                | EPM-UNE                                        |

## Bilan sportif
Camilo Gómez remporte le plus grand succès de sa carrière et permet à sa formation Coldeportes - Claro d'obtenir un nouveau titre d'envergure nationale, un an après la victoire de Ronald Gómez dans la Vuelta de la Juventud 2012. Pour la première fois, deux coureurs étrangers se hissent sur le podium.

La quatrième étape se révèle la plus importante de la course. Non seulement deux favoris, Félix Cárdenas et Freddy Montaña, sont écartés de la lutte pour la victoire finale, sur chutes, mais les EPM-UNE, paraissent avoir réussi un coup de maître. Profitant de l'étroit marquage des Aguardiente Antioqueño - Lotería de Medellín sur leur leader Óscar Sevilla, le directeur technique, Raúl Mesa lance deux hommes forts Giovanni Báez et Walter Pedraza dans une échappée. Ceux-ci arrivent avec plus de deux minutes trente d'avance sur le peloton à Zipaquirá. Cependant, bien que Pedraza prenne le maillot jaune le lendemain, ils perdent régulièrement du temps pour terminer au-delà de la dixième place (le champion de Colombie, onzième et Báez, vingt-troisième). Au contraire de Camilo Gómez, présent aussi dans l'échappée, qui conserve plus de deux minutes de l’avantage accumulé ce jour-là pour s'adjuger l'épreuve, malgré toutes les attaques dont il fut l'objet, après sa prise de pouvoir, lors de la sixième étape. De son propre aveu, l'instant le plus critique se situe lors de la montée finale à Cali, où il fut près de céder. Le Bolivien Óscar Soliz, membre également de la fugue, réussit à sauvegarder quelques secondes du bénéfice amassé, pour terminer deuxième de la compétition.
L'Espagnol Sevilla et Alex Cano justifient leur statut de favoris en terminant immédiatement derrière. Puis en cinquième et sixième positions, un duo de l'équipe Coltejer - Alcaldía de Manizales, Danny Osorio et Diego Calderón suit. Ils réussissent à préserver une bonne place au classement général, fruit d'une échappée (dans la première étape pour le plus jeune et dans la quatrième pour le plus expérimenté) et d'une présence aux avant-postes le reste de la semaine. À l'instar du Tour de Colombie 2013, Jahir Pérez et Diego Quintero finissent dans les dix premiers.
Comme en 2011, Cristian Talero est sacré meilleur sprinteur de l'épreuve. Tandis que Fabio Montenegro reconquiert le trophée des meilleurs grimpeurs, trois ans après. La victoire de Sevilla, le dernier jour, lui permet de déloger Gómez de la tête du classement de la régularité et d'aider sa formation à subtiliser le titre de meilleure équipe de la course aux Coldeportes - Claro.